# Gastronomia d'Eslovènia

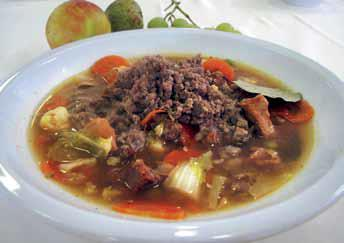
Obara amb vedella i bolets.

La gastronomia d'Eslovènia és una col·lecció de costums culinaris autòctons, encara que es poden trobar referències de la cuina de l'Imperi austrohongarès. Els plats tradicionals solen portar com a ingredients patates, col, formatge (generalment d'ovella), porc, xai i aus. Solen ser molt populars les sopes. El juliol de 2018 vint-i-quatre plats eslovens eren protegits a nivell europeu.

## Especialitats regionals

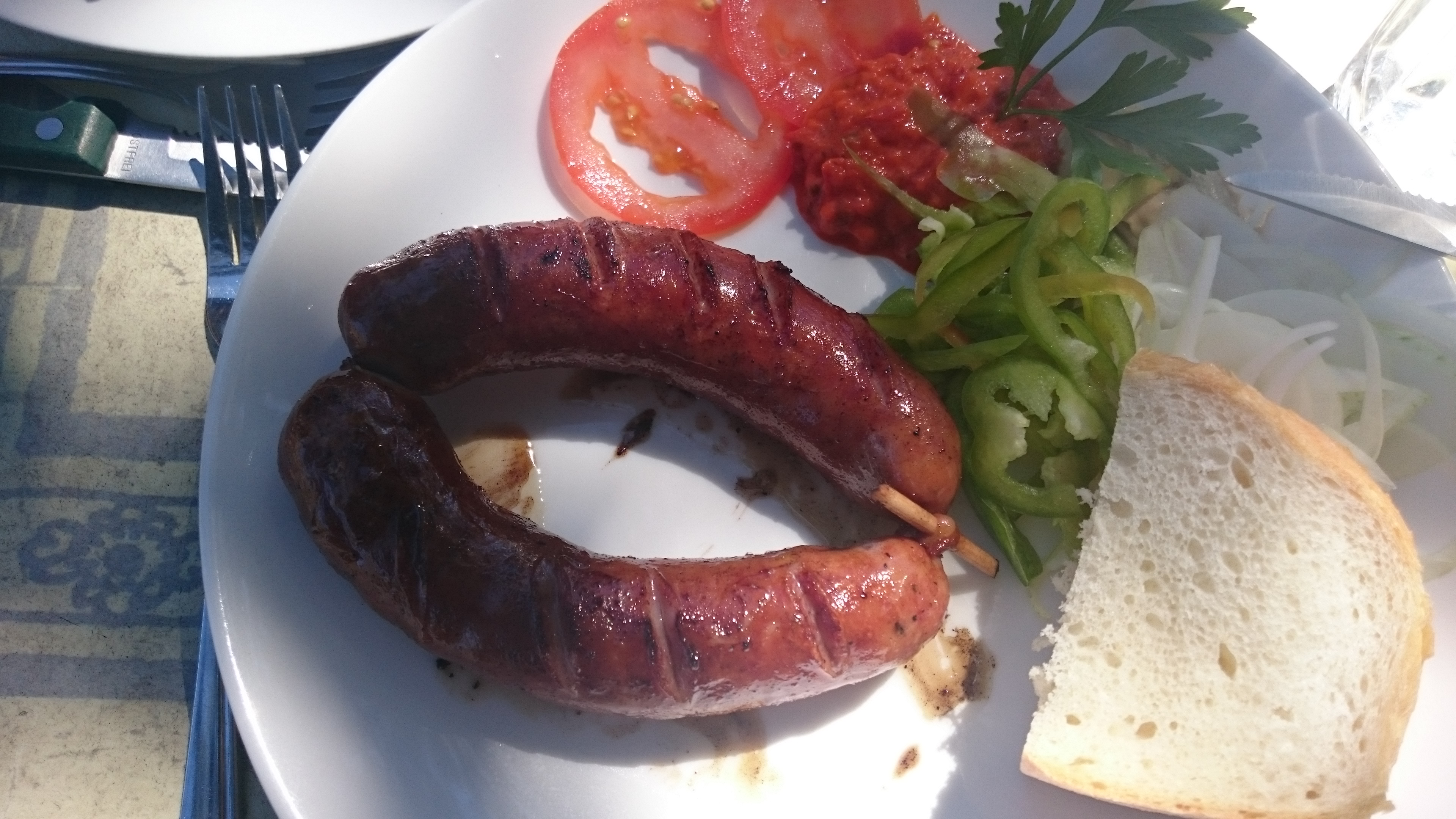
Salsitxa kranjska klobasa.

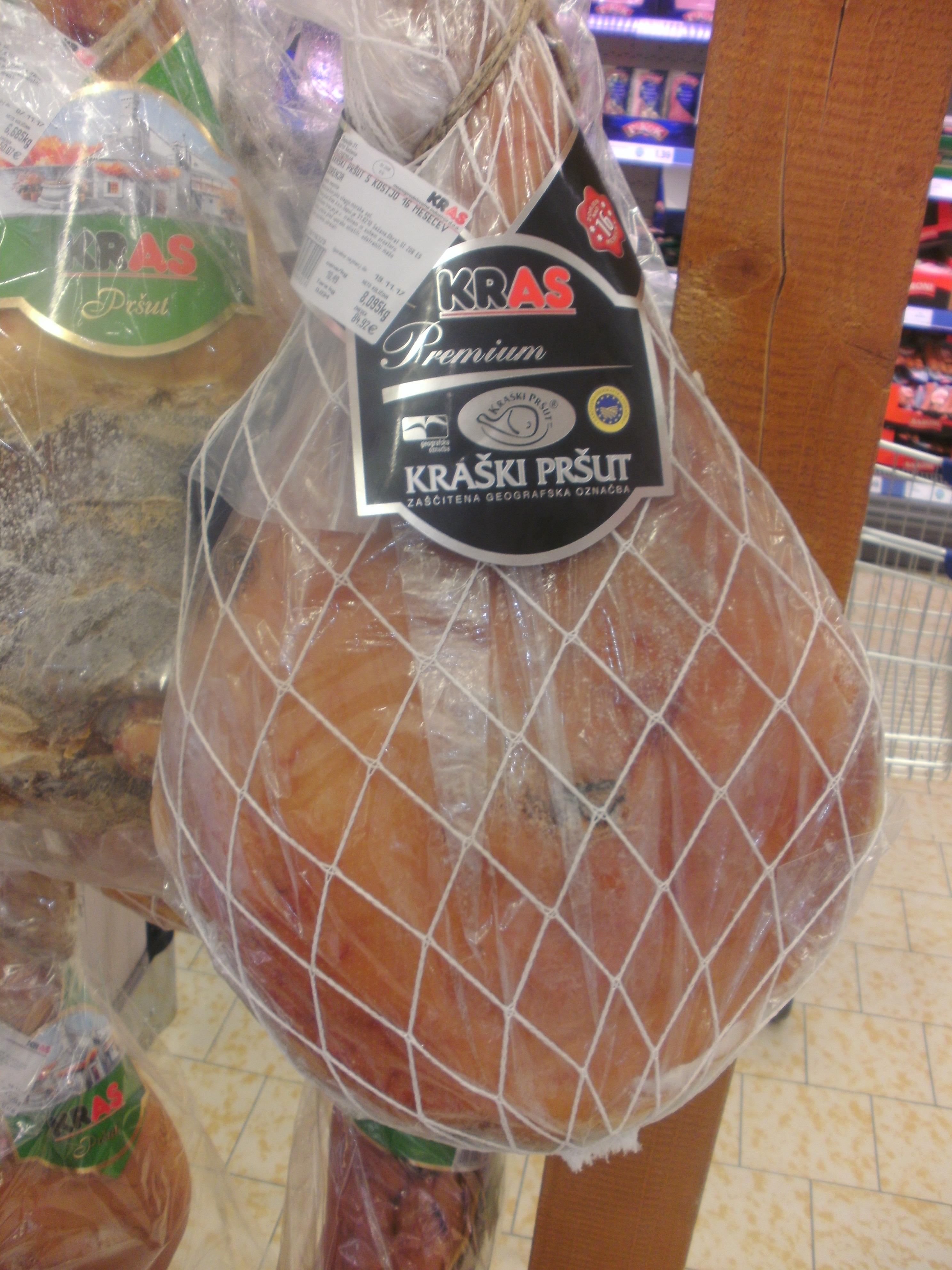
Pernil del Carso.

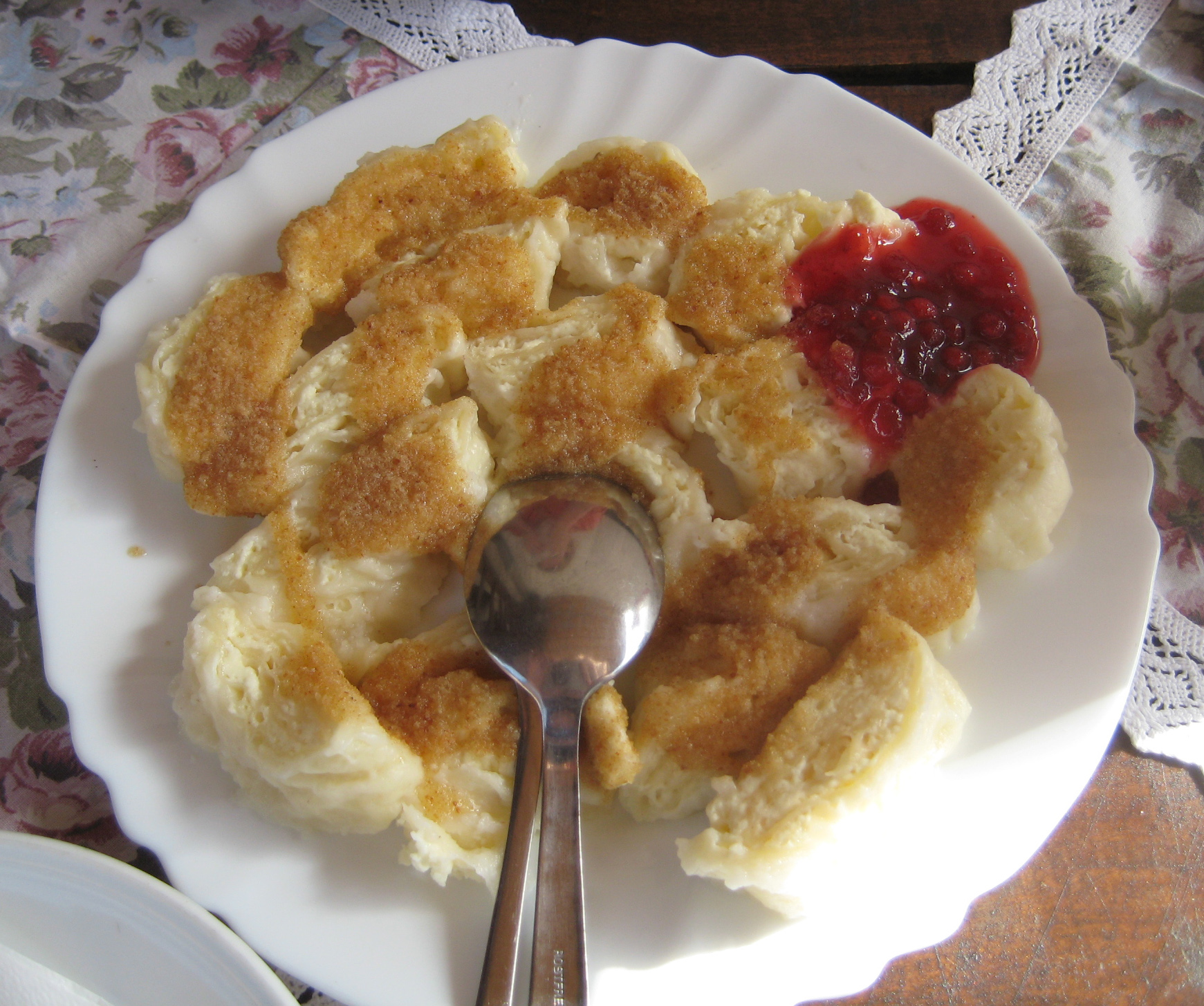
La pasta štruklji.

### Nord
La salsitxa kranjska klobasa és un plat habitual de la zona, un producte amb Denominació d'Origen Protegida elaborat amb la recepta de 1896 que es consumeix bullida i se serveix amb mostassa i rave picant, xucrut o naps. També és coneguda la mel produïda per l'abella carniolana, una espècie nadiua que permet la producció de diversos pans de mel.
A la zona alpina el formatge és l'estel, amb el trniči en el llogaret de pastors de Velika Planina i el mohant en Bohinj. Prop d'allà, el poble de Bled es va fer famós amb dues postres (blejska kremšnita i potica, que es consumeixen a tota Eslovènia però originaris de Bled), mentre que l'especialitat de Radovljica és la xocolata, on té el seu propi festival anual a l'abril.

### Oest
Entorn del riu Isonzo (Sotača), el bestiar i el peix són una part essencial de la gastronomia regional. La truita del Sotača (sotašca postrv) és l'ingredient principal de tota una varietat de plats de la zona.

### Sud-oest
A la zona de Carso, la xarcuteria segueix la tradició d'assecat influïda pel vent bora. Són molt canviats el nom la cansalada, el pernil del Carso (kraški pršut) i una carn seca anomenada zašinek. També hi ha una àmplia varietat de vins, així com llegums i hortalisses que formen part de receptes regionals de guisats i sopes.
Sobre el mar Adriàtic, entre Itàlia i Croàcia, creix una diversitat d'herbes silvestres utilitzades per assaonar peixos, calamars i musclos de la zona. Hi ha també oliveres a Ístria i figues a la regió del golf de Trieste, encara que el producte més canviat el nom és la sal de Piran, lleugera i rica en minerals marins.

### Centre
A la capital, Ljubljana, la gran quantitat de granotes influeix en la gastronomia. L'especialitat és la pasta farcida štruklji, els pans dolços pogači i diferents tipus de kruh (pa). A Idrija es pot degustar el žlikrofi, una pasta amb farciment de patates a l'estil dels ravioli italians.

### Est
Els camps de cereals i la cria de bestiar porten a una gastronomia molt variada, amb plats amb base de llegums i carn de matança (koline), el guisat enolončnice i les postres gibanice, típic de la regió.
Precisament, a la zona del riu Mura (regió de Transmurània), l'especialitat és el prekmurska gibanica, que té dos tipus de massa, quatre farciments i dues salses.

## Plats principals

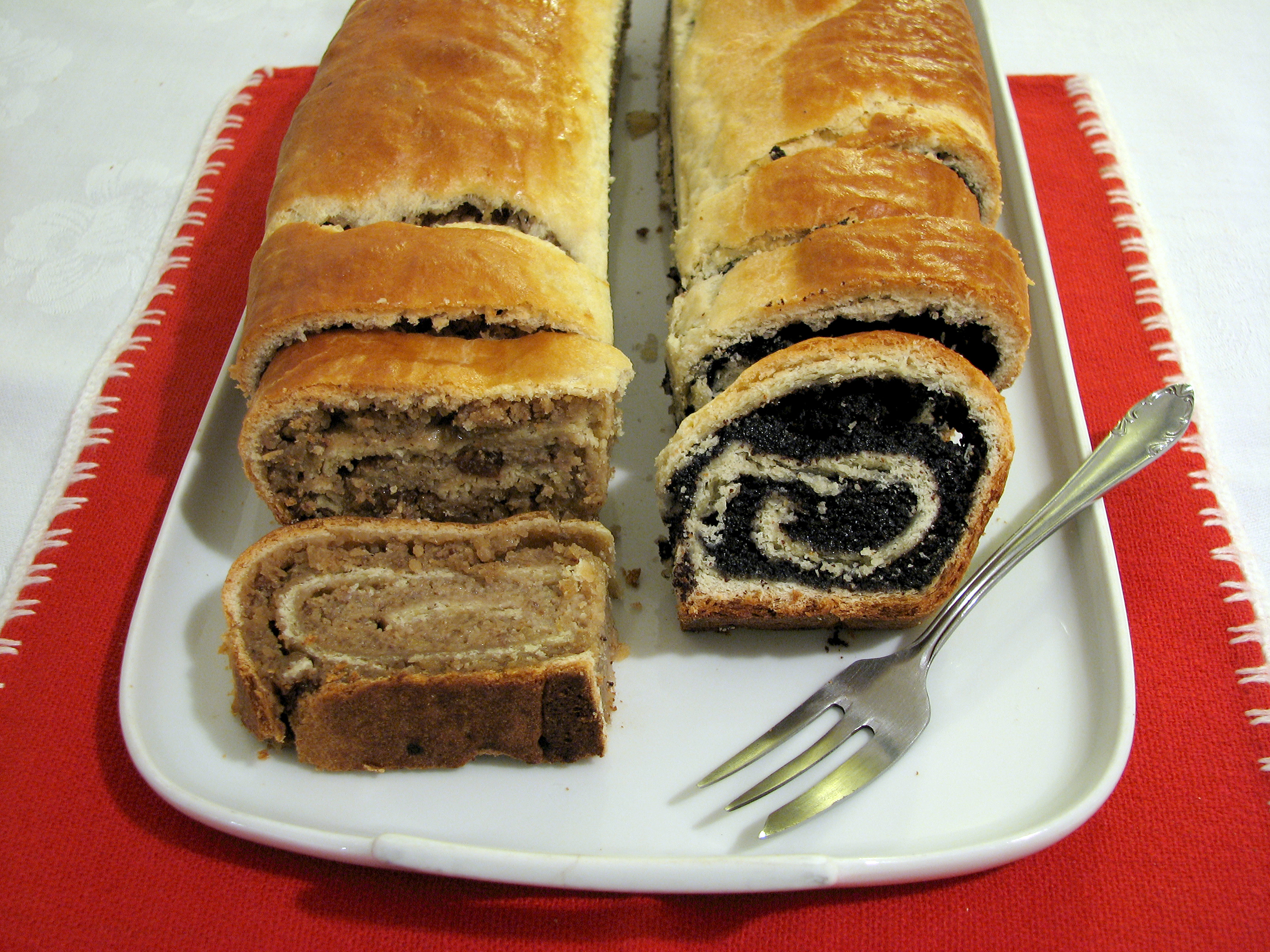
Potica.

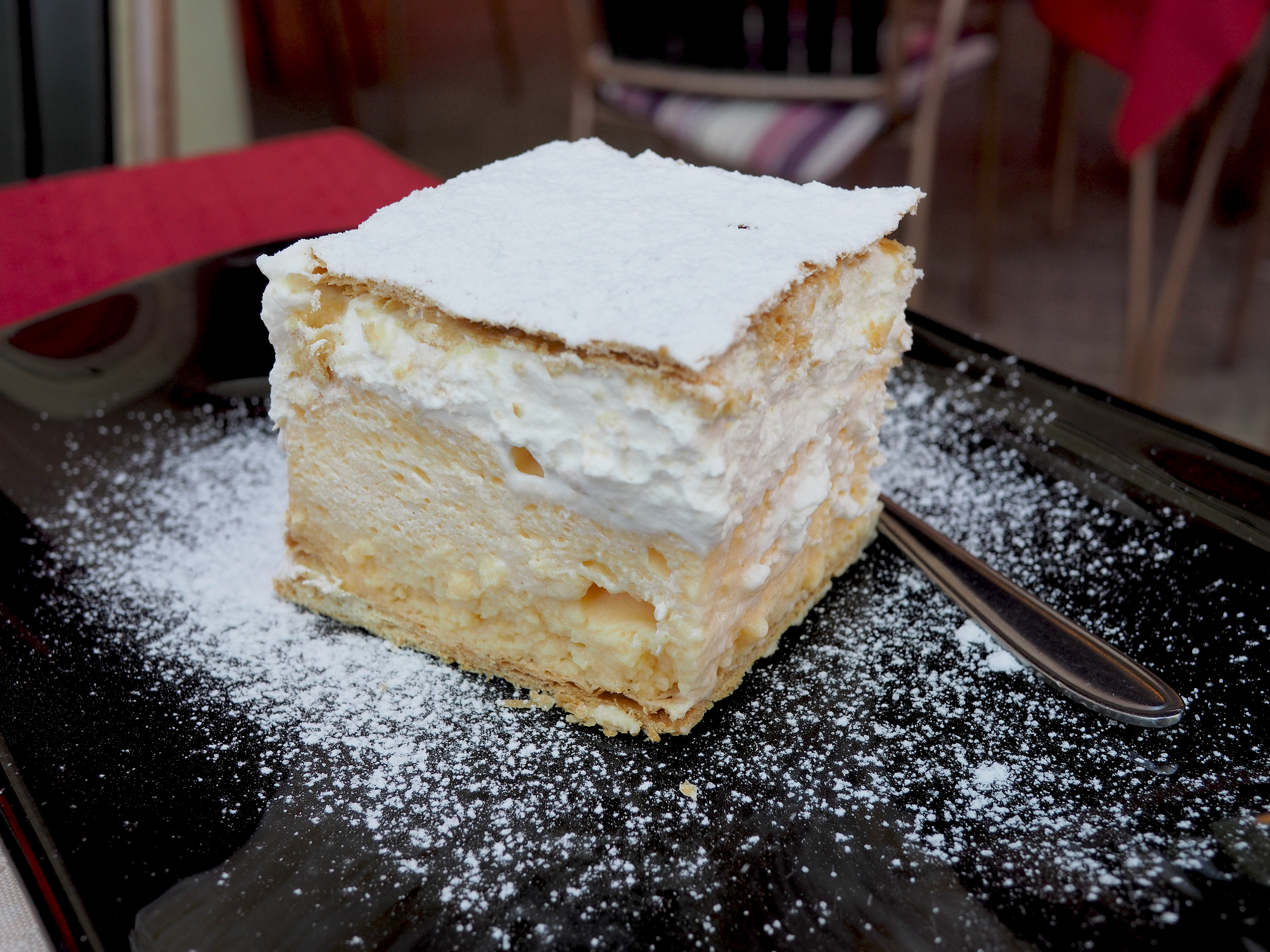
Kremšnita de Bled.

Alguns exemples de la gastronomia d'Eslovènia són:
- Ajdovi zganci (llardons, pa de sègol i llet)
- Belokranjska povitica (massa farcida de mató, ous i crema)
- Bograč (estofat de carn)
- Bujta repa (guisat amb porc, naps i vinagre)
- Funšterc (coca d'ou i farina)
- Golaž (carn estofada)
- Idrijski žlikrofi (pasta farcida)
- Jota (sopa amb col, patates, cansalada i costelles)
- Kmečka pojedina (salsitxa, xucrut i fesols)
- Kranjska klobasa (salsitxa amb denominació d'origen)
- Mavželj (plat amb carn de porc)
- Mežerli (vísceres amb pa i espècies)
- Mineštra (sopa de verdures)
- Obara (sopa amb carn)
- Palačinke (crep dolça)
- Prezganka (naps en vinagre)
- Ričet (sopa de mongetes)
- Štajerska kisla juha (sopa de porc amb patates, ceba i nata)
- Žlikrofi (nyoquis de patata)

### Acompanyaments
- Kislo zelje (col macerada)
- Matevž (fesols i patates)
- Mlinci (pa bullit en forma de pasta)
- Žganci (a base de farina o blat)

### Postres
- Kremšnita (pastís de pasta de full i crema batuda)
- Potica (postres de massa i nous)
- Prekmurska gibanica (pastís de nous, poma i formatge cottage)
- Špehovka (massa de farina, llet, mantega, ous i crema)
- Štruklji (pastís dolç o salat farcit)

## Begudes

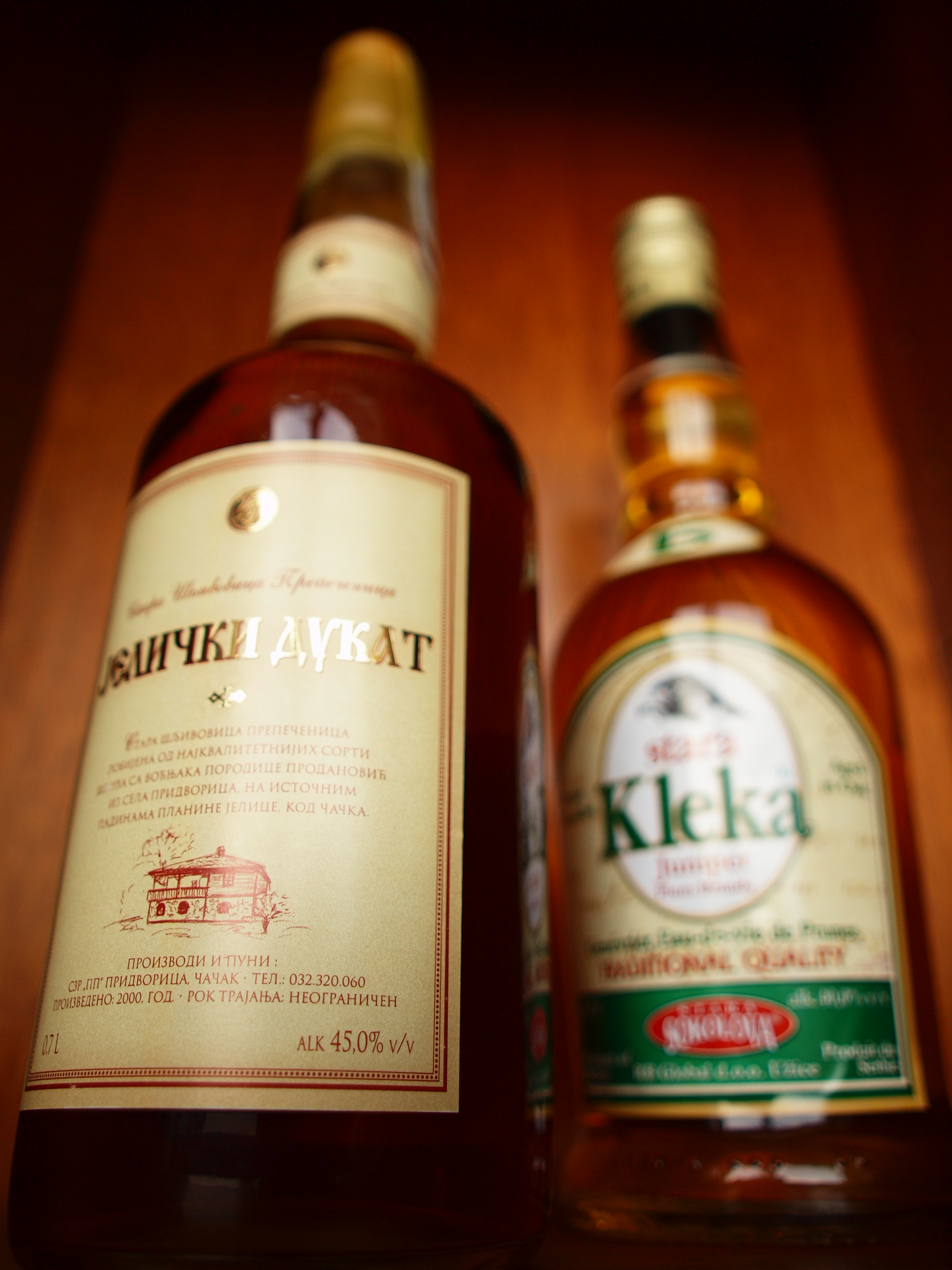
Sljivovica anyenc.

Una de les begudes nacionals és el sljivovica, una espècie d'aiguardent. Els vins més populars són els que procedeixen dels raïms riesling i cabernet sauvignon.